# V455 Andromedae
V455 Andromedae är en dvärgnova belägen i den mellersta delen av stjärnbilden Andromeda. Den har en typisk skenbar magnitud av ca 16,5, men nådde en magnitud på 8,5 under det enda observerade utbrottet. Den kräver ett kraftfullt teleskop för att kunna observeras. Baserat på parallax enligt Gaia Data Release 3 på ca 13,19 mas beräknas den befinna sig på ett avstånd av ca 247 ljusår (ca 76 parsec) från solen.

## Observation

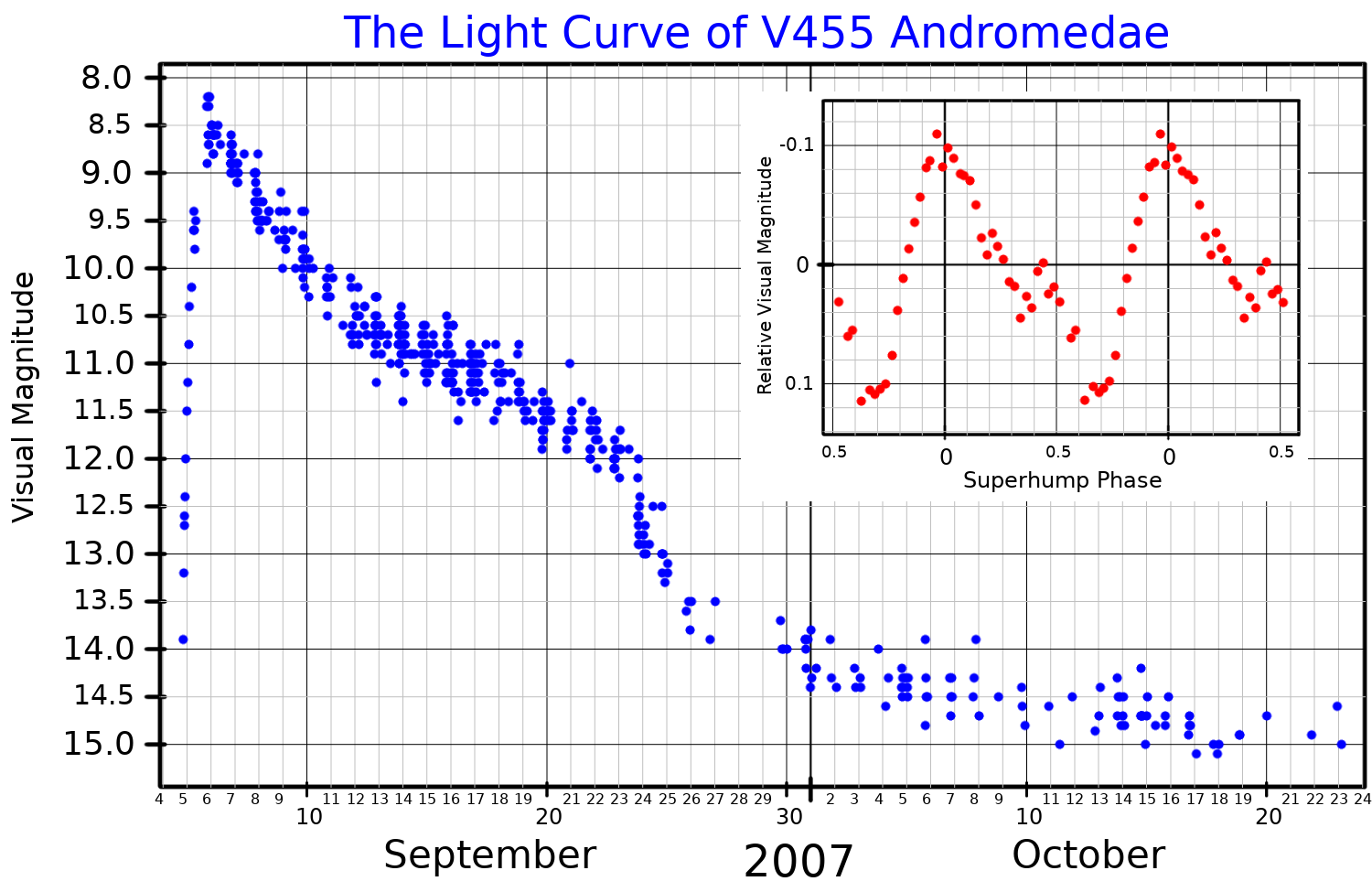
Ljuskurvan i visuella bandet för utbrottet av V385 Andromedae, anpassad från AAVSO-data och Kato et al.

När den upptäcktes år 2003, under den vilande fasen, klassificerades V455 Andromedae som en kataklysmisk variabel, eftersom dess spektrum liknar U Geminorum. V455 Andromedae är därför en dubbelstjärna där primärstjärnan är en vit dvärg som ackreterar materia från donatorstjärnan. Den vita dvärgens rotationsperiod, drygt 68 sekunder, är kortare än omloppstiden, så den vita dvärgen måste ha ett magnetfält som kanaliserar materialet från ackretionsskivan till den vita dvärgens poler. Detta kvalificerar V455 Andromedae som en kataklysmisk variabel av den intermediära polära typen. Rotationsperioden förväntas bli kortare med tiden, men hittills har endast övre gränser för dess minskande trend fastställts.
Donatorstjärnans massa är endast 0,07 solmassa. Denna låga massa gör att V455 Andromedae liknar dvärgnovor av typen WZ Sagittae, vilka förväntas ha en lång period mellan utbrott.

## Variabilitet
Förmörkelser i ljuskurvan för V455 Andromedae avslöjade stjärnans binära natur och dess omloppsperiod. Endast ett utbrott har observerats hittills då V455 Andromedae år 2007 ljusnade med 8 magnituder. En så stor ökning i ljusstyrka antyder att detta var ett superutbrott, och V455 Andromedae är därför en dvärgnova av typen SU Ursae Majoris. Superpuckel observerades under utbrottet.
Superpucklar har också rapporterats under vila, så kallade permanenta superpucklar. En 83,38 minuters positiv superpuckel observerades under 2000-2003, medan 80,376 minuters negativa superpucklar observerades under 2013 och 2014. Detta är första gången negativa superpucklar har upptäckts i WZ Sagittae-dvärgnovor under vila.
V455 Andromedae visar spektroskopiska variationer i dess linjeprofiler med en period på 3,5 timmar. Detta anses vara precessionsperioden för en skev ackretionsskiva, möjligen retrograd precession.
Den vita dvärgprimärstjärnan pulserar radiellt med perioder på cirka fem eller sex minuter. Dessa anses vara inkoherenta, eller möjligen bestå av för många olika perioder för att kunna analyseras. Ytterligare ljusstyrkescillationer ses med en period av 67,28 sekunder, vilket är en svävningsperiod mellan rotationsperioden och den spektroskopiska perioden.
Ljusstyrkan hos V455 Andromedae har gradvis avtagit sedan 2008, främst på grund av den gradvisa kylningen av den vita dvärgen och den heta punkten på ackretionsskivan och/eller lägre massöverföring, tills en jämviktsnivå har uppnåtts.